# الحركة التطوعية المدنية التي تساعد القوات الأوكرانية في الحرب في دونباس
أدت الحرب في دونباس إلى ظهور حركة تطوعية مدنية توفر دعمًا متنوعًا للجنود الأوكرانيين الذين يقاتلون في ولايتي دونيتسك ولوهانسك أوبلاست.
إنبثقت هذه الحركة جزئياً عن الحركة التطوعية التي ساعدت المشاركين في الميدان الأوروبي، وتحالفت مع الحركات المتخصصة في مساعدة الجرحى والنازحين داخلياً، فضلاً عن البحث عن المفقودين أثناء القتال والقتلى.

## التاريخ
في بداية الحرب كان الجيش الأوكراني مستعدًا بشكل سيئ للقتال، ولم تتمكن الحكومة من تجهيزه بشكل صحيح في وقت قصير، حتى الطعام والزي الرسمي كانا في حالة نقص، أجبر ضعف حالة ما بعد الأزمة التي تواجه التدخل الخارجي طبقات المجتمع النشطة على رعاية الجيش بأنفسهم. تطوع العديد من هؤلاء الأشخاص سابقًا في الميدان الأوروبي، وقد ساعدت هذه التجربة الحركة بشكل كبير.
في عدة أشهر نمت بعض المبادرات التطوعية من مجموعات في الشبكات الإجتماعية إلى مشاريع تمويل جماعي قوية زودت الجيش بمعدات باهظة الثمن مثل الكاميرات الحرارية والطائرات بدون طيار والدروع المتباعدة وما إلى ذلك، حققت بعض هذه المجموعات فعالية وشفافية عالية، وفقًا لتصنيف جمعية المحسنين الأوكرانيين (المملكة المتحدة)، دخل العديد منهم في عدد المشاريع الخيرية الأوكرانية الأكثر كفاءة وشفافية ، ووفقًا للمؤرخ أندرو ويلسون فإن معايير الشفافية لبعض هذه المنظمات «عار على الدولة الأوكرانية». من جهة أخرى تم تسجيل حالات نصابين تنكروا في هيئة متطوعين.
في خريف 2014 بدأت الحكومة تعاونًا كبيرًا مع المتطوعين، تلقى العديد من النشطاء المعروفين مناصب في الهياكل الحكومية، بما في ذلك وزارة الدفاع، حيث يعملون على تحسين إمدادات الجيش وفي مجالات أخرى. أصبح بعضهم مساعدين ومستشارين للوزير والرئيس. في أكتوبر تأسس مجلس للمتطوعين بالوزارة.

## الأنشطة
تشمل مساعدات المتطوعين للوحدات العسكرية الأوكرانية:
- الضروريات اليومية والإمدادات الطبية (بشكل رئيسي في الأشهر الأولى من الحرب): الطعام والأدوية (بما في ذلك المعدات الطبية الفردية ومعدات المستشفيات الميدانية) والملابس (بما في ذلك الزي الرسمي وبدلات الغيلي) والسخانات والمولدات والنقل بالسيارات وقطع الغيار[9] ، مقصورات دش وغسل الملابس [10][11]، دروع[12] إلخ.
- المعدات العسكرية: شبكات التمويه، والسترات الواقية من الرصاص، والخوذات القتالية، وأجهزة الإتصال اللاسلكي، والطائرات بدون طيار (بما في ذلك التي صنعها المتطوعون أنفسهم) [13][14]، أجهزة الرؤية الليلية، والكاميرات الحرارية، ومشاهد وكامعات البنادق، وأجهزة تحديد المدى للمدفعية، إصلاح الأجهزة البصرية والأسلحة إلخ.[15] تشمل المشاريع التطوعية أيضًا تطوير وإدخال نظام إلكتروني لتبادل بيانات المدفعية وإدارة إطلاق النار[16]، بالإضافة إلى برنامج لحساب إعدادات إطلاق النار بالدبابات.[17]
- تجهيز مختلف المركبات بدروع متباعدة[18] ، إصلاح وتحسين النقل بالسيارات وأحيانًا الطائرات والسفن.[19]
- تدريب العسكريين، بما في ذلك غواص احترافي [20]، خبراء المتفجرات [21]والقناصة.[22]

هناك أيضًا حركات تطوعية متحالفة:
- تقديم المساعدة الطبية للمصابين وتجهيز المستشفيات.
- مساعدة النازحين داخليًا من دونباس وشبه جزيرة القرم في العثور على منزل جديد وعمل والتكيف مع المكان الجديد.
- البحث عن الأشخاص المفقودين أو المقتولين، العمل من أجل تحرير الأسرى.

تعمل المنظمات التطوعية الرئيسية على أساس التمويل الجماعي، وجمع الأموال من خلال أنظمة المدفوعات غير النقدية ونشر قوائم المساهمات والمشتريات على الإنترنت.

## البناء
الحركة نشطة في جميع أنحاء البلاد، بإستثناء المناطق التي لا تسيطر عليها الحكومة، وهي تتألف من آلاف المنظمات والمتطوعين الأفراد. من المستحيل تحديد عددهم بدقة: فهو يتغير بشكل دائم، والعديد من المتطوعين لا يعلنون عن عملهم. بلغ نشاط الحركة الحد الأقصى في فترات الحرب. وفقًا لتقدير المتطوع المعروف دايفيد أراخاميا (مايو 2015)، يشارك حوالي 14,500 شخص وأكثر من 2500 منظمة في نشاط تطوعي منتظم ومنهجي.
وفقًا لمسح إجتماعي أُجري في سبتمبر 2014 (بعد خمسة أشهر من الحرب)، أرسل ثلث المواطنين الأوكرانيين أموالاً في الحسابات المصرفية التي فتحتها وزارة الدفاع للجيش، وربعهم أرسلوا أموالاً إلى المتطوعين. تضم الحركة العديد من الأشخاص وأنواع مختلفة من النشاط، حتى طلاب المدارس في أكاديمية العلوم الصغرى في أوكرانيا إقترحوا نماذج عديدة من المعدات العسكرية في مسابقاتهم للمشاريع العلمية والتقنية.
يشارك الشتات الأوكراني في الحركة بشكل كبير، تقوم المجموعات في الولايات المتحدة الأمريكية وكندا وأوروبا ودول أخرى بجمع الأموال وشراء الإمدادات الطبية والسلع الأخرى وتنظيم الأحداث الثقافية ودعم الحركة بطرق أخرى.
في أكتوبر 2014 تم إنشاء مجلس المتطوعين في وزارة الدفاع، وهي مخصصة لتزويد الجيش، وإصلاح المعدات، وشراء المعدات، وتحسين الطب العسكري وتصحيح العيوب المختلفة في العمل الوزاري. في الشهر المقبل تم تأسيس جمعية المتطوعين الشعبيين في أوكرانيا، هدفها هو تركيز خبرة المتطوعين واقتراح أفكارهم على الوزارة، تضم الجمعية حوالي 30 منظمة تطوعية وتقوم بإيفاد أعضائها إلى المجلس.

## التقدير العام والحكومي
وفقًا للعديد من الدراسات الإستقصائية الإجتماعية التي أجريت في 2014-2016، يتمتع المتطوعون المدنيون بأقصى قدر من ثقة الناس بين جميع المؤسسات غير الحكومية (وكذلك الحكومية) في أوكرانيا. 60-70٪ من الناس يثقون بهم بشكل أساسي أو كلي، عادة ما تكون الثقة بالكنيسة أقل قليلاً، والجيش والكتائب المتطوعين والمنظمات غير الحكومية هي التالية في التصنيف. على سبيل المثال أظهر إستطلاع في فبراير 2016 أن 71٪ يثقون بالمتطوعين، بينما يتمتع الجيش والمنظمات غير الحكومية بنسبة 49٪ ، والسلطات المحلية - 42٪ ، والشرطة - 34٪ ، والبرلمان - 8٪ ، والمحاكم - 5٪.
يتم منح العديد من المتطوعين المدنيين جوائز الدولة الأوكرانية، بما في ذلك وسام بوهدان خملنيتسكي، ووسام الأميرة أولغا، ووسام الشجاعة، ووسام الاستحقاق، وميداليات «المدافع عن الوطن الأم»، و «من أجل إنقاذ الحياة»، و «من أجل العمل والنصر» [ المملكة المتحدة] ، «لمساعدة القوات المسلحة لأوكرانيا» [المملكة المتحدة] ، سلاح فاخر [المملكة المتحدة] وساعات. في فبراير 2016  تم تأسيس جائزة الرئيس الخاصة للمتطوعين «للمشاركة الإنسانية في عملية مكافحة الإرهاب» [المملكة المتحدة].
تمنح العديد من المنظمات غير الحكومية بما في ذلك الكنائس المتطوعين جوائزهم الخاصة، تشمل الأمثلة المعروفة لهذه الجوائز وسام «بطل الشعب الأوكراني» [المملكة المتحدة] الذي قدمته لجنة من العسكريين المعروفين والمتطوعين المدنيين برئاسة جورج توكا ، وسام الكنيسة الأرثوذكسية الأوكرانية البطريركية الكييفية «من أجل التضحية بالنفس والحب لأوكرانيا» [المملكة المتحدة] وغيرها.
في 2015-2016 تمت إعادة تسمية العديد من الشوارع في المدن والقرى الأوكرانية (بما في ذلك تشرنيغوف ، خاركيف ، بولتافا ، فينيتسا  وجيتومير) إلى "المتطوعون" شارع " أو " شارع المتطوعين "بعد حركة التطوع المدني.